# قلعة سفورزيسكو

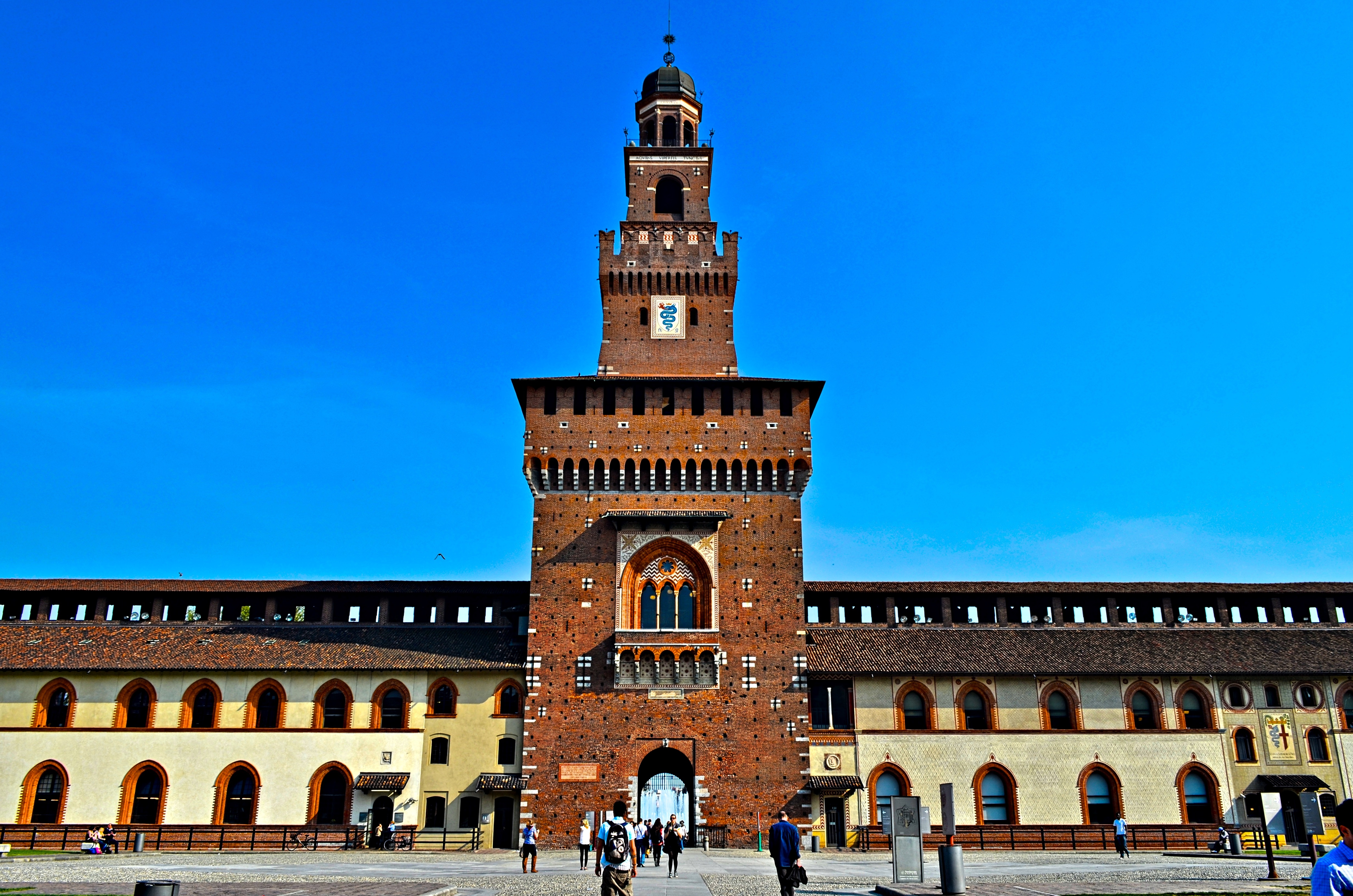
قلعة سفورزيسكو.

قلعة سفورزيسكو (بالإيطالية: Castello Sforzesco)‏ قلعة تقع في مدينة ميلانو شمال إيطاليا، بنيت في القرن 15 من قبل دوق ميلانو فرانشيسكو سفورزا الأول، تعتبر من أكبر قلاع أوروبا، وقد قام لوكا بيلترامي بإعادة إعمارها بين سنوات 1891-1905، وحالياً يتواجد فيها متحف ومعرض ومكان استقبال للسواح.

## أعلام
- غاستون دو فوا